# Nuno Mendes (cầu thủ bóng đá, sinh 2002)
Nuno Alexandre Tavares Mendes (phát âm tiếng Bồ Đào Nha: [ˈnunu ˈmẽdɨʃ]; sinh ngày 19 tháng 6 năm 2002) là một cầu thủ bóng đá chuyên nghiệp người Bồ Đào Nha hiện đang thi đấu ở vị trí hậu vệ trái cho câu lạc bộ Ligue 1 Paris Saint-Germain và đội tuyển bóng đá quốc gia Bồ Đào Nha.
Mendes trưởng thành từ lò đào tạo trẻ của Sporting CP và được đôn lên đội một vào năm 2019. Mùa giải tiếp theo, Mendes trở thành một trong những hậu vệ trái trẻ xuất sắc nhất ở châu Âu, vô địch Taça da Liga và giúp Sporting vô địch Primeira Liga 2020–21, chấm dứt cơn hạn hán danh hiệu vô địch kéo dài 19 năm của câu lạc bộ. Màn trình diễn của anh đã thu hút sự quan tâm của một số câu lạc bộ lớn ở châu Âu, cuối cùng, Paris Saint-Germain đã ký hợp đồng với anh vào năm 2021 theo hợp đồng cho mượn với thời hạn một năm. Sau đó, anh được Paris Saint-Germain mua đứt để trở thành cầu thủ chính thức của đội bóng này.
Mendes từng đại diện cho đội tuyển Bồ Đào Nha ở các cấp độ trẻ, và anh có trận ra mắt chuyên nghiệp trong màu áo đội tuyển quốc gia vào năm 2021. Kể từ đó, anh đại diện cho đất nước tham dự FIFA World Cup 2022, hai kỳ UEFA Euro (vào các năm 2020 và 2024), và UEFA Nations League 2025, nơi anh không những đưa đội tuyển lên ngôi vô địch mà còn giành danh hiệu Cầu thủ xuất sắc nhất giải đấu.

## Sự nghiệp câu lạc bộ

### Sporting CP
Anh đã có trận ra mắt đội 1 trong chiến thắng 1–0 trên sân nhà trước Paços de Ferreira tại giải Primeira Liga vào ngày 12 tháng 6 năm 2020, khi vào sân ở phút 72 thay cho Marcos Acuña. Sau khi Acuña chuyển sang Sevilla sau mùa giải 2020, Mendes trở thành sự lựa chọn hàng đầu cho Rúben Amorim khi mới chỉ 18 tuổi. Anh ghi bàn thắng đầu tiên cho Sporting vào ngày 4 tháng 10 cùng năm, trong chiến thắng 2–0 trên sân khách trước Portimonense.
Mendes đồng ý gia hạn hợp đồng vào ngày 19 tháng 12 năm 2020, tăng điều khoản phá vỡ hợp đồng của anh từ 45 triệu euro lên 70 triệu euro. Anh đã chơi 29 trận cho Primeira Liga, đồng thời có tên trong danh sách đội hình tiêu biểu của năm tại Primeira Liga.

### Paris Saint-Germain
Vào ngày 31 tháng 8 năm 2021, Mendes gia nhập Paris Saint-Germain với hợp đồng cho mượn 1 năm kèm điều khoản mua đứt. Anh ra mắt Ligue 1 cho câu lạc bộ vào ngày 11 tháng 9, vào sân thay người ở phút 85 trong trận PSG đánh bại Clermont với tỷ số 4–0. Anh ra mắt tại UEFA Champions League 4 ngày sau, vào sân thay thay Abdou Diallo 75 phút tại trận hòa 1-1 trước Club Brugge ở vòng bảng; anh đã có một đường chuyền ngay lập tức, thực hiện một pha chạy chỗ "xuất thần" để tạo cơ hội cho Lionel Messi ở phút 77. Anh có trận đầu tiên đá chính vào cuối tháng đó, trong chiến thắng 2-1 trước Lyon.. Vào tháng 6 năm 2022, Paris Saint-Germain đã chính thức kích hoạt điều khoản mua đứt Nuno Mendes với trị giá 40 triệu bảng Anh.

## Sự nghiệp quốc tế
Ban đầu Mendes được lên kế hoạch tham gia U-21 Bồ Đào Nha cho vòng loại U-21 châu Âu, nhưng anh đã không được gọi lên do huấn luyện viên Fernando Santos muốn anh đá cho đội tuyển quốc gia Bồ Đào Nha, tham dự vòng loại FIFA World Cup 2022 đấu với Azerbaijan, Luxembourg và Serbia. Anh ra mắt với đội hình chính, chơi cả trận trước chiến thắng Azerbaijan với tỷ số 1–0 trong giai đoạn vòng loại FIFA World Cup 2022.
Mendes đã được triệu tập cho UEFA Euro 2020, nhưng không thi đấu trận nào. Huấn luyện viên Fernando Santos tiết lộ rằng ông đã lên kế hoạch sử dụng Mendes bên cạnh đồng đội Raphaël Guerreiro ở vị trí hậu vệ trái, nhưng bị chấn thương nên Mendes không thể thi đấu trong suốt giải đấu.

## Thống kê sự nghiệp

### Câu lạc bộ
Tính đến 13 tháng 7 năm 2025
| Câu lạc bộ                 | Mùa giải            | Giải đấu            | Giải đấu | Giải đấu | Cúp quốc gia | Cúp quốc gia | Cúp liên đoàn | Cúp liên đoàn | Châu lục | Châu lục | Khác | Khác | Tổng cộng | Tổng cộng |
| Câu lạc bộ                 | Mùa giải            | Hạng đấu            | Trận     | Bàn      | Trận         | Bàn          | Trận          | Bàn           | Trận     | Bàn      | Trận | Bàn  | Trận      | Bàn       |
| -------------------------- | ------------------- | ------------------- | -------- | -------- | ------------ | ------------ | ------------- | ------------- | -------- | -------- | ---- | ---- | --------- | --------- |
| Sporting CP                | 2019–20             | Primeira Liga       | 9        | 0        | 0            | 0            | 0             | 0             | 0        | 0        | 0    | 0    | 9         | 0         |
| Sporting CP                | 2020–21             | Primeira Liga       | 29       | 1        | 2            | 0            | 2             | 0             | 2        | 0        | —    | —    | 35        | 1         |
| Sporting CP                | 2021–22             | Primeira Liga       | 2        | 0        | —            | —            | —             | —             | —        | —        | 1    | 0    | 3         | 0         |
| Sporting CP                | Tổng cộng           | Tổng cộng           | 40       | 1        | 2            | 0            | 2             | 0             | 2        | 0        | 1    | 0    | 47        | 1         |
| Paris Saint-Germain (mượn) | 2021–22             | Ligue 1             | 27       | 0        | 2            | 0            | —             | —             | 8        | 0        | —    | —    | 37        | 0         |
| Paris Saint-Germain        | 2022–23             | Ligue 1             | 23       | 1        | 2            | 0            | —             | —             | 6        | 1        | 1    | 0    | 32        | 2         |
| Paris Saint-Germain        | 2023–24             | Ligue 1             | 6        | 1        | 3            | 0            | —             | —             | 5        | 0        | 0    | 0    | 14        | 1         |
| Paris Saint-Germain        | 2024–25             | Ligue 1             | 24       | 1        | 5            | 0            | —             | —             | 16       | 4        | 8    | 0    | 53        | 5         |
| Paris Saint-Germain        | Tổng cộng           | Tổng cộng           | 80       | 3        | 12           | 0            | —             | —             | 35       | 5        | 9    | 0    | 136       | 8         |
| Tổng cộng sự nghiệp        | Tổng cộng sự nghiệp | Tổng cộng sự nghiệp | 120      | 4        | 14           | 0            | 2             | 0             | 37       | 5        | 10   | 0    | 183       | 9         |

1. ↑  Bao gồm Taça de Portugal, Coupe de France
2. ↑  Bao gồm Taça da Liga
3. ↑  Số lần ra sân tại UEFA Europa League
4. ↑  Ra sân tại Supertaça Cândido de Oliveira
5. 1 2 3 4  Số lần ra sân tại UEFA Champions League
6. ↑  Ra sân tại Trophée des Champions
7. ↑  Một lần ra sân tại Trophée des Champions, bảy lần ra sân tại FIFA Club World Cup

### Đội tuyển quốc gia
Tính đến 8 tháng 6 năm 2025
| Đội tuyển quốc gia | Năm       | Trận | Bàn |
| ------------------ | --------- | ---- | --- |
| Bồ Đào Nha         | 2021      | 11   | 0   |
| Bồ Đào Nha         | 2022      | 7    | 0   |
| Bồ Đào Nha         | 2023      | 1    | 0   |
| Bồ Đào Nha         | 2024      | 14   | 0   |
| Bồ Đào Nha         | 2025      | 4    | 1   |
| Tổng cộng          | Tổng cộng | 37   | 1   |

Tính đến 8 tháng 6 năm 2025
Điểm số và kết quả liệt kê số bàn thắng của Bồ Đào Nha trước, cột điểm số hiển thị số điểm sau mỗi bàn thắng của Mendes.
| No. | Ngày               | Địa điểm                   | Lần ra sân | Đối thủ     | Bàn thắng | Kết quả              | Giải đấu                                |
| --- | ------------------ | -------------------------- | ---------- | ----------- | --------- | -------------------- | --------------------------------------- |
| 1   | 8 tháng 6 năm 2025 | Allianz Arena, Munich, Đức | 37         | Tây Ban Nha | 1–1       | 2–2 (s.h.p.) (5–3 p) | Vòng chung kết UEFA Nations League 2025 |

## Danh hiệu
Câu lạc bộ
Sporting Lisbon CP
- Primeira Liga: 2020–21[8]
- Taça da Liga: 2020–21[25]
- Supertaça Cândido de Oliveira: 2021[26]

Paris Saint-Germain
- Ligue 1: 2021–22,[27] 2022–23, 2023–24,[28] 2024–25[29]
- Coupe de France: 2023–24,[30] 2024–25[31]
- Trophée des Champions: 2023,[32] 2024[33]
- UEFA Champions League: 2024–25[34]
- UEFA Super Cup: 2025[35]
- FIFA Club World Cup á quân: 2025[36]

Đội tuyển
Bồ Đào Nha
- UEFA Nations League: 2024–25

Cá nhân
- Đội hình tiêu biểu của năm Primeira Liga: 2020–21[37]
- Đội tuyển trẻ nam (U20) thế giới của Liên đoàn Thống kê và Lịch sử Bóng đá Thế giới: 2021, 2022
- Cầu thủ trẻ xuất sắc nhất năm của Ligue 1: 2022–23
- Đội hình tiêu biểu của năm của UNFP Ligue 1: 2021–22, 2022–23, 2024–25
- Đội hình tiêu biểu của mùa giải UEFA Champions League: 2024–25
- Đội hình tiêu biểu của mùa giải The Athletic European Men's Team: 2024–25
- Cầu thủ xuất sắc nhất vòng chung kết UEFA Nations League: 2025